# 5 janvier 1974
Le samedi 5 janvier 1974 est le 5e jour de l'année 1974.

## Naissances
- David Salanon, pilote de rallye français
- Iwan Thomas, athlète britannique
- Kengo Hanazawa, dessinateur japonais
- Nicolas De la Quintinie, footballeur français
- Predrag Balašević, homme politique serbe
- Robert Šenkýř, pilote de courses de côte et sur circuits tchèque
- Ryan Minor, joueur de basket-ball et joueur et entraîneur de baseball américain
- Vardan Minassian, footballeur international arménien
- Mary Elliott Hill, chimiste afro-américaine

## Décès
- Béla Illés (né le 22 mars 1895), écrivain hongrois
- Erich Frauwallner (né le 28 décembre 1898), professeur autrichien en indologie
- François Vasse (né le 13 novembre 1907), footballeur français
- Joseph Fassbender (né le 14 avril 1903), peintre allemand
- Lev Oborine (né le 28 août 1907), pianiste soviétique
- Vincent Starrett (né le 26 octobre 1886), écrivain américain